# Dean Barkley
Dean Barkley (Annandale, 1950. augusztus 31. –) amerikai politikus, az Amerikai Egyesült Államok szenátora (Minnesota, 2002–2003).

## Élete
1968-ban az Annandale High Schoolban érettségizett. A Minnesotai Egyetemen 1972-ben bölcsész, majd 1976 jogi diplomát szerzett.
2002. november 4-én Jesse Ventura minnesotai kormányzó Barkley-t nevezte ki Paul Wellstone szenátusi mandátumának befejezésére, aki október 25-én halt meg repülőgép-szerencsétlenségben. Barkley 2003. január 3-ig, azaz kéthónapig volt a szenátus tagja Washingtonban.